# 和田朝盛
和田 朝盛（わだ とももり）は、鎌倉時代前期から中期にかけての武将・御家人。和田義盛の孫。

## 略歴
和田常盛の嫡男として誕生。『吾妻鏡』によると、鎌倉幕府2代将軍・源頼家、3代将軍・源実朝に近習として仕え、頼家・実朝の寵臣であったといわれる。
建保元年（1213年）、北条氏に対して和田氏の一族が挙兵した和田合戦において、実朝と父祖との板ばさみになり、出家し実阿弥陀仏、高円坊と名乗り、京へ向かった。源実朝は出家すると職も財産も捨てるためこの任命は全て無駄と分かりながら、今までの労を労い多くの地頭を任命した。
しかし弓の名手であったため、その武勇が必要だった祖父・義盛は四男・義直（朝盛の叔父）を遣わし、その中途の駿河国から連れ戻させられた。この和田合戦では一族と共に戦い敗れるが、運よく朝盛は生き延びた。
承久3年（1221年）の承久の乱の際には後鳥羽上皇方につき、幕府側についた嫡男・佐久間家盛と敵味方に分かれて参戦した。乱後は逃亡していたが、嘉禄3年（1227年）6月に捕縛された。
その後の動向ははっきりしないが、三浦半島の三浦市初声（はつせ）町の高円坊に墓（朝盛塚）があり、その地名も朝盛の法名から取ったものと伝えられている。
また、江戸時代の『寛政重修諸家譜』の佐久間氏（三浦氏一族）の項の記述によれば、同族の佐久間家村の養子となり、又従弟の高井時茂（大叔父の義茂の孫）が地頭をつとめている越後国奥山荘（現在の新潟県胎内市）に逃れ、その後尾張国御器所に移り住んだと記述されている。

## 画像集

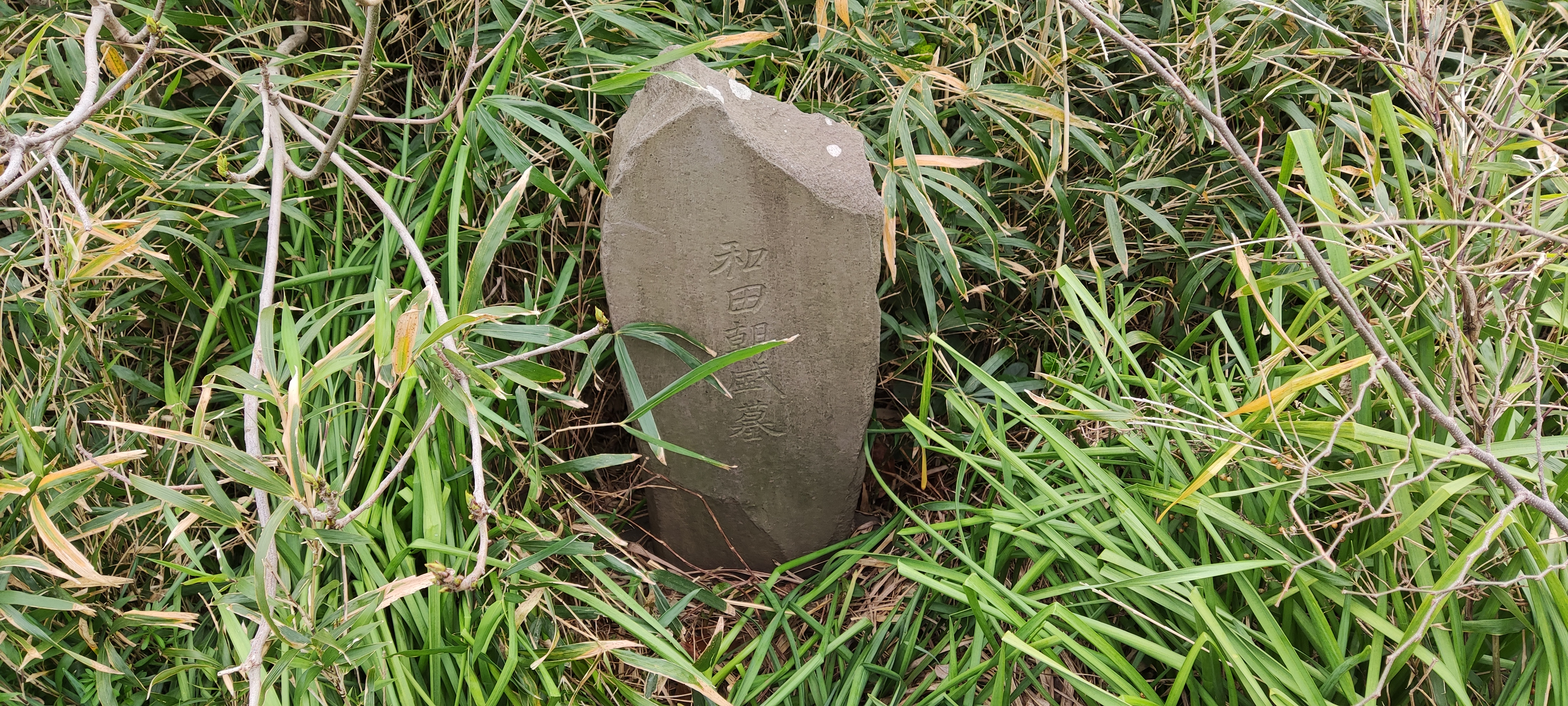
和田朝盛墓石（三浦市初声町高円坊）
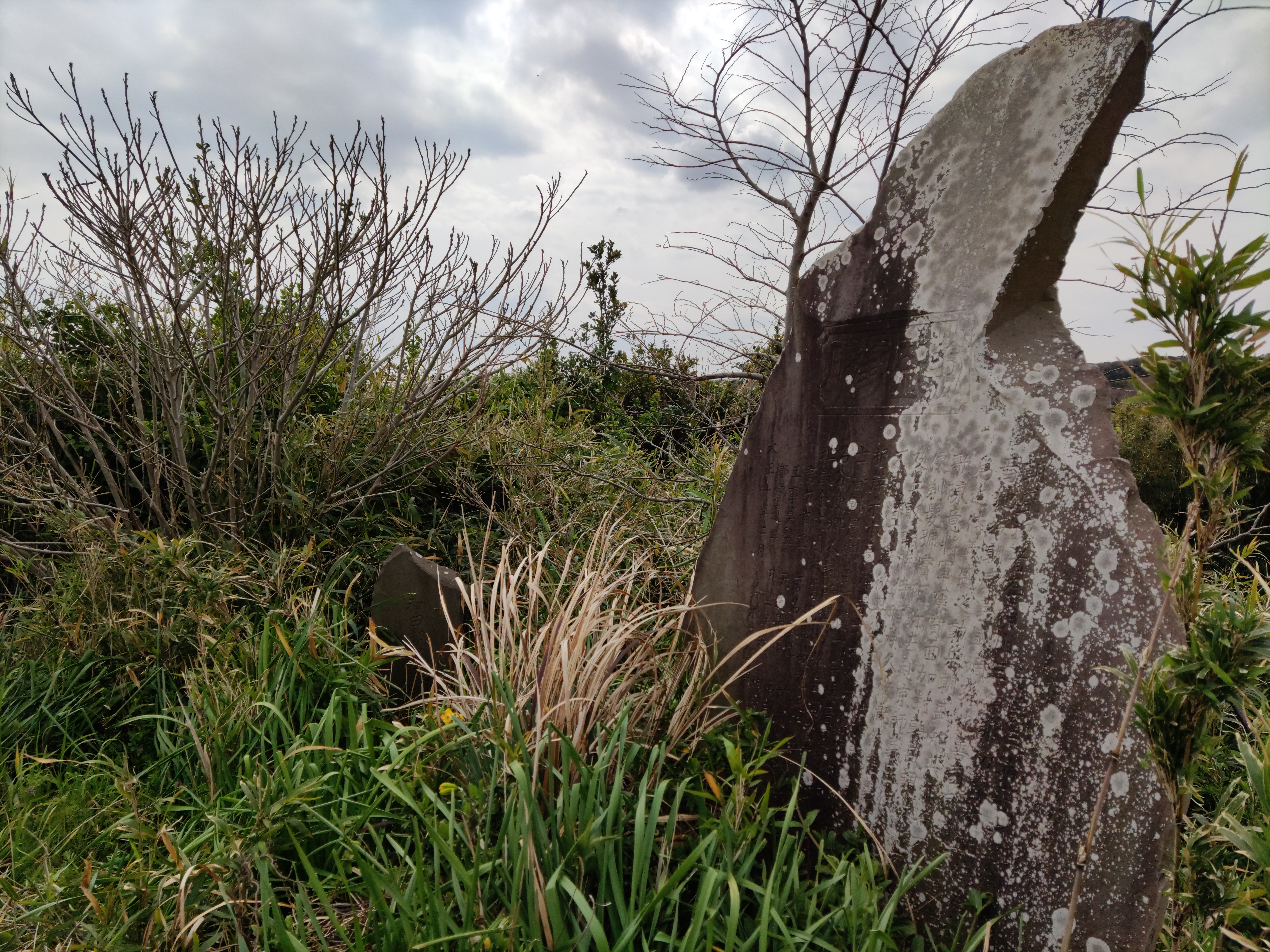
朝盛碑（京浜急行三崎口駅または三浦海岸駅、墓石隣）
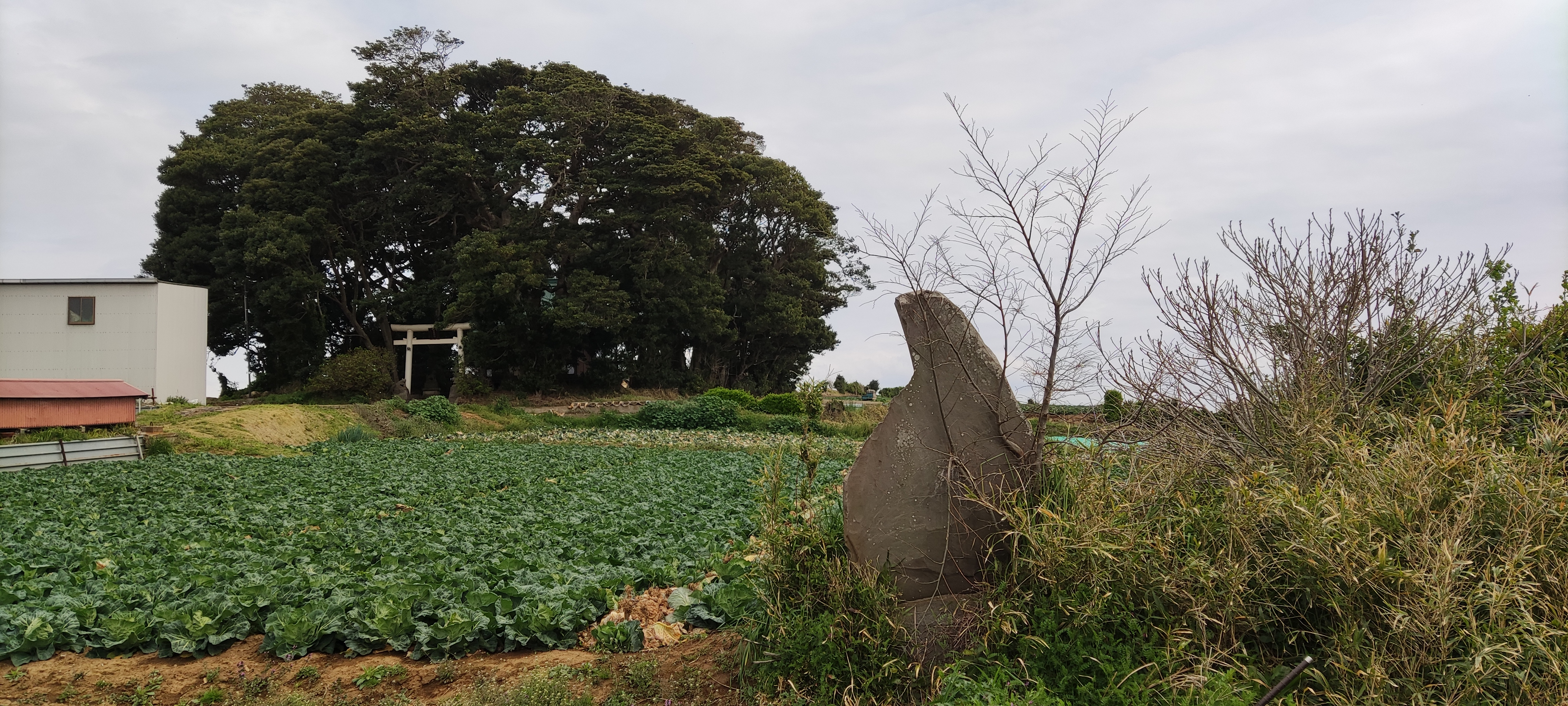
日枝神社（朝盛碑越しに、墓石は画面右側）